# Tadeusz Martynowicz
Tadeusz Martynowicz (ur. 11 sierpnia 1913 we Lwowie, zm. 21 października 1994) – polski dyplomata, reprezentujący PRL w Afganistanie jako chargé d’affaires (1957–1960) oraz ambasador (1972–1975). 

## Życiorys
Syn Filipa. Pochodził z rodziny robotniczej. Studiował prawo i dyplomację.
W 1937 rozpoczął pracę w służbie zagranicznej jako praktykant w Konsulacie Generalnym w Nowym Jorku. Następnie pracował w centrali Ministerstwa Spraw Zagranicznych (MSZ). Brał udział w kampanii wrześniowej. W latach 1940–1945 pracował w Instytucie Badań nad Tyfusem Plamistym i Wirusami prof. Rudolfa Weigla oraz na Uniwersytecie Jagiellońskim. Po 1945 ponownie przyjęty do MSZ. W 1947 został attaché i II sekretarzem w ambasadzie w Rzymie, skąd odwołano go na żądanie Ministerstwa Bezpieczeństwa Publicznego (MBP). Następnie był konsulem w Paryżu, Lille, Strasburgu i Rzymie. W latach 1952–1956 pracował w Polskim Instytucie Spraw Międzynarodowych oraz Centralnym Związku Spółdzielczym. Od 1956 w ambasadzie w Teheranie. W latach 1957–1960 był chargé d’affaires w Afganistanie. Po powrocie, do 1964 zastępca dyrektora Protokołu Dyplomatycznego MSZ. Od 1964 do 1969 konsul generalny w Londynie. Od 1969 do 1972 ponownie zastępca dyrektora Protokołu Dyplomatycznego MSZ. Od 1972 do 1975 ambasador PRL w Afganistanie. Drugi pobyt na placówce w Kabulu zaowocował artykułami na temat etnologii oraz stopniem doktora nauk. W 1978 przeszedł na emeryturę, prawdopodobnie jako ostatni przedwojenny dyplomata.
W latach 50. był współpracownikiem Departamentu VII (ds. wywiadu zagranicznego) MBP pod pseudonimem „Górski”, zaś w latach 1964–1976 kontaktem operacyjnym wywiadu Ministerstwa Spraw Wewnętrznych pod pseudonimem „Witoldo”.
W 1992 „za wybitne zasługi w służbie dyplomatycznej II Rzeczypospolitej Polskiej” został odznaczony Krzyżem Oficerskim Orderu Odrodzenia Polski.
Pochowany na cmentarzu Bródnowskim w Warszawie.